# Wasenmoos bei Grünkraut

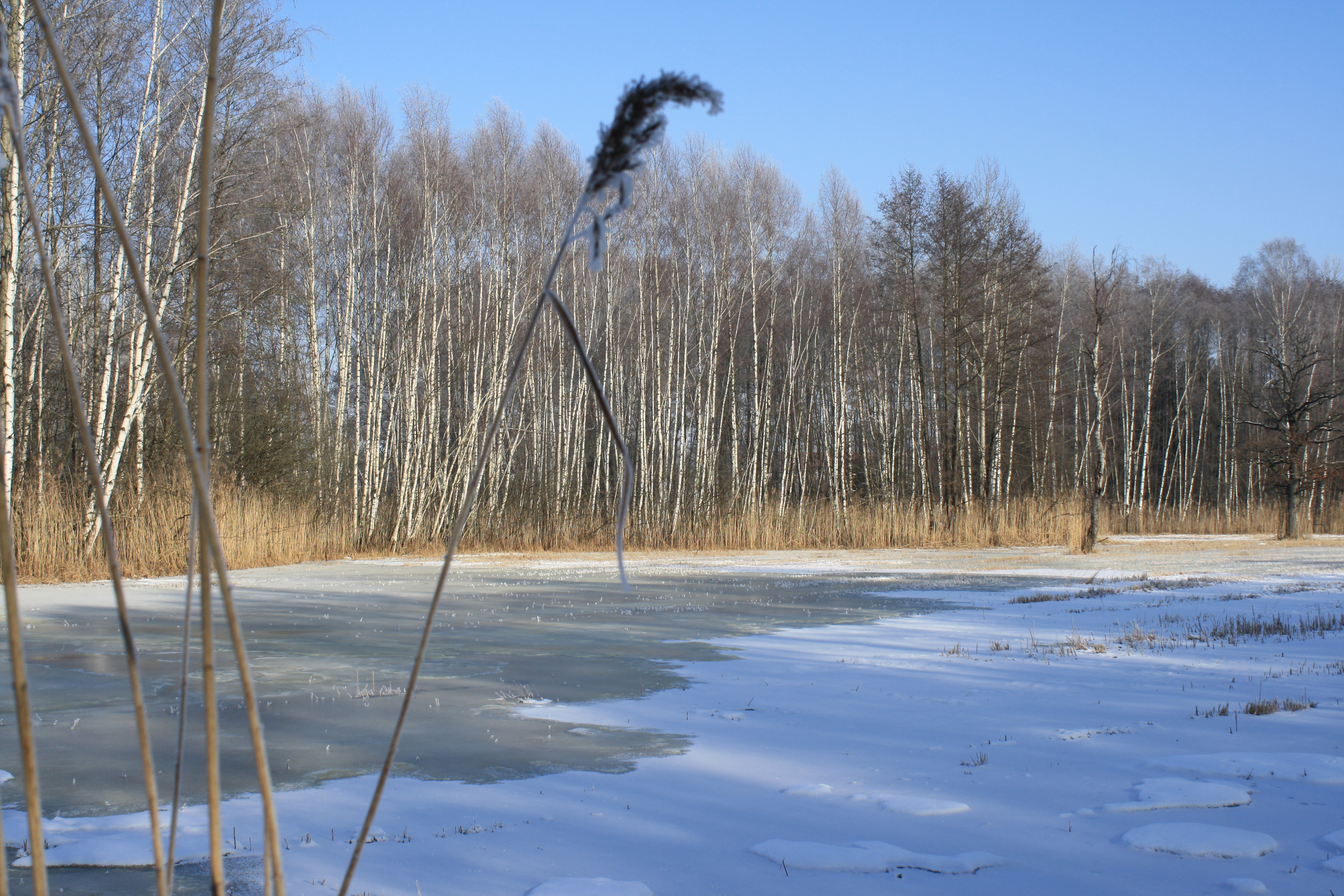
Das Wasenmoos im Winter

Das Gebiet Wasenmoos bei Grünkraut ist ein mit Verordnung des Regierungspräsidiums Tübingen vom 21. Dezember 1973 ausgewiesenes Naturschutzgebiet (NSG-Nummer 4.064) im Osten der baden-württembergischen Gemeinde Grünkraut im Landkreis Ravensburg in Deutschland.

## Lage
Das rund 26 Hektar große Naturschutzgebiet Wasenmoos bei Grünkraut gehört naturräumlich zum Westallgäuer Hügelland. Es liegt östlich der Ortsmitte Grünkrauts, zwischen den Ortsteilen Bechenried, Kronhalden, Gommetsweiler und Hübschenberg, auf einer Höhe von 600 m ü. NN. Es sollte nicht verwechselt werden mit dem nur etwa sechs Kilometer entfernten NSG Wasenmoos (Tettnang) südlich von Liebenau.

## Schutzzweck
Wesentlicher Schutzzweck ist die Erhaltung der urwaldartigen Birkenmoorwälder im Mosaik mit kleinflächigen Zwischenmoor- und Flachmoorgesellschaften.

## Flora und Fauna

### Flora
Aus der schützenswerten Flora sind folgende Pflanzenarten und -gemeinschaften zu nennen:
- Faulbaum (Frangula alnus), aus der Familie der Kreuzdorngewächse
- Gemeine Fichte (Picea abies), eine Art aus der Familie der Kieferngewächse
- Kohldistel (Cirsium oleraceum), aus der Familie der Korbblütler
- Kuckucks-Lichtnelke (Lychnis flos-cuculi), eine Art aus der Familie der Nelkengewächse
- Moor-Birke (Betula pubescens), eine Art aus der Familie der Birkengewächse
- Sumpfdotterblume (Caltha palustris), eine Vertreterin aus der Familie der Hahnenfußgewächse

- Mehlprimel-Kopfbinsenried
- Moorrandwald mit Kiefern, Birken, Schwarzerlen und Fichten

### Fauna
Insgesamt sind im Wasenmoos 178 Tag- und Nachtfalter-, 28 Brutvogelarten und 31 Arten von Nahrungsgästen/Durchzüglern nachgewiesen.